# Comuna Berejnîțea, Jîdaciv
Berejnîțea (în ucraineană Бережниця) este o comună în raionul Jîdaciv, regiunea Liov, Ucraina, formată din satele Berejnîțea (reședința), Juravkiv, Rohizno, Zabolotivți și Zahurșciîna.

## Demografie
Componența lingvistică a comunei Berejnîțea
     Ucraineană (99,74%)
     Alte limbi (0,22%)
Conform recensământului din 2001, majoritatea populației comunei Berejnîțea era vorbitoare de ucraineană (99,74%), existând în minoritate și vorbitori de alte limbi.